# Anton Mussert
Anton Mussert (), né le 11 mai 1894 à Werkendam et mort fusillé le 7 mai 1946 à La Haye, est un homme politique néerlandais. Il est chef du Mouvement national-socialiste aux Pays-Bas (NSB) du 14 décembre 1931 au 6 mai 1945.

## Biographie

### Premiers engagements politiques
Originaire du Brabant-Septentrional, il fait carrière dans le génie civil après des études à l'université de technologie de Delft. Dans les années 1920, il milite dans plusieurs organisations d'extrême droite qui réclament le rattachement des Flandres aux Pays-Bas.

### Direction du Mouvement national-socialiste
Mussert est l'un des fondateurs, en 1931, du Mouvement national-socialiste aux Pays-Bas (Nationaal-Socialistische Beweging in Nederland, NSB), mouvement d'inspiration fasciste, puis nazie, dont il prend la direction. En novembre 1936, il rencontre Adolf Hitler. De 1937 à 1942, il est élu à la Seconde Chambre des États généraux. 
Après l'invasion des Pays-Bas en mai 1940, il prône l'alliance avec les Allemands et l'abolition de la monarchie néerlandaise. Mussert espère être placé à la tête d'un État néerlandais indépendant, mais l'administration du pays est assumée par le dirigeant nazi autrichien Arthur Seyss-Inquart. En 1941, le NSB, le seul parti néerlandais autorisé par l'occupant, collabore ouvertement dans les administrations civiles et locales. Ses effectifs atteignent alors 100 000 membres. En septembre 1940, Mussert donne pour mission à un membre du NSB, Henk Feldmeijer, la formation d'une unité de SS néerlandaise (Nederlandsche-SS). Le 11 décembre 1942, Mussert est proclamé Leider van het Nederlandse volk (« chef du peuple néerlandais ») par Hitler, mais ce titre honorifique conféré par les Allemands n'est accompagné d'aucun poste gouvernemental.

### Arrestation et exécution
Il est arrêté dans son bureau du NSB à La Haye le 7 mai 1945 pour collaboration avec l'occupant nazi. Reconnu coupable de haute trahison le 28 novembre 1945, après un procès de deux jours, il est condamné à mort le 12 décembre suivant.
Le 7 mai 1946, Mussert est fusillé par un peloton d’exécution sur le Waalsdorpervlakte, près de La Haye. Durant la nuit du samedi 16 au dimanche 17 juin 1956, des membres du Vlaamse Militanten Organisatie exhument le corps du chef nationaliste de sa tombe anonyme du cimetière de La Haye, afin de « lui donner une tombe honorable ».